# McLaren 12C
McLaren MP4-12C – supersamochód klasy średniej produkowany pod brytyjską marką McLaren w latach 2011–2012 oraz jako McLaren 12C w latach 2012–2014.

## Historia i opis modelu

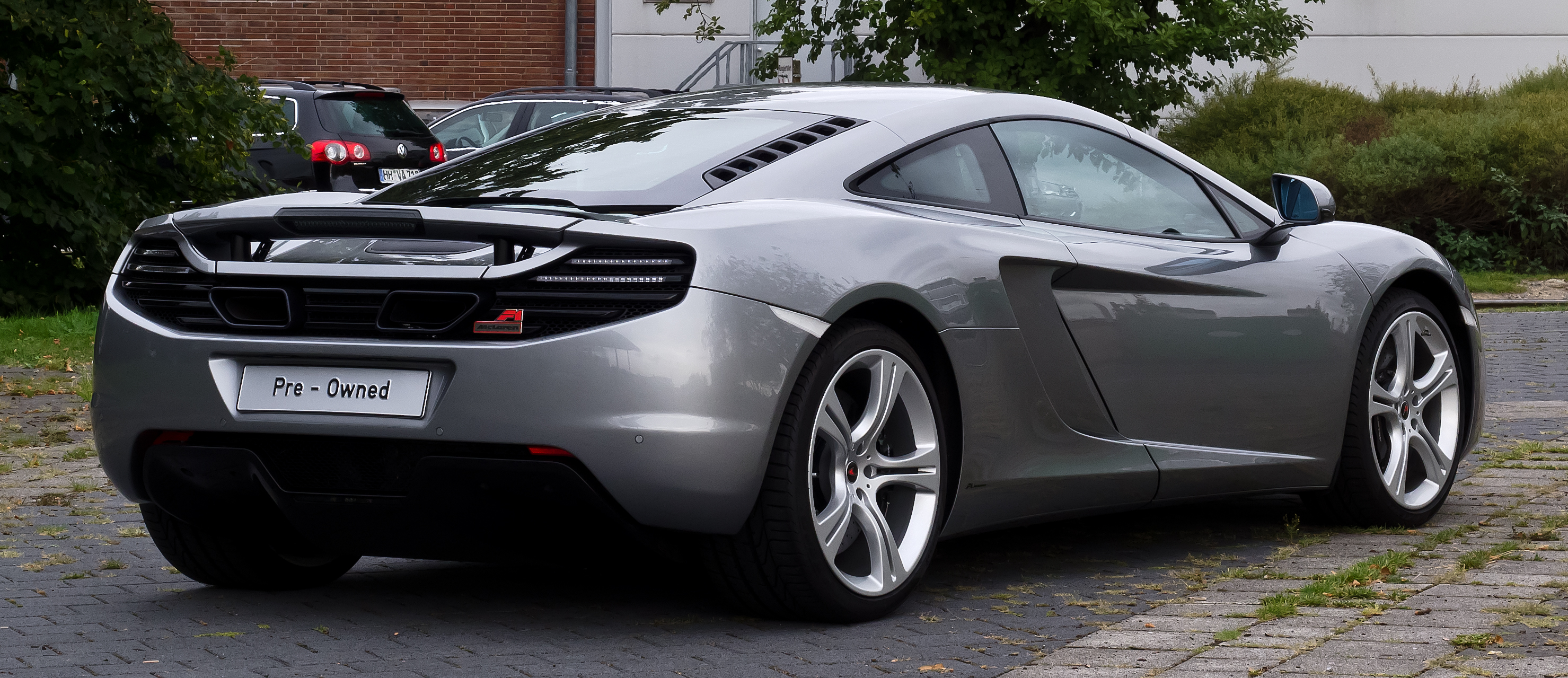
McLaren MP4-12C – tył

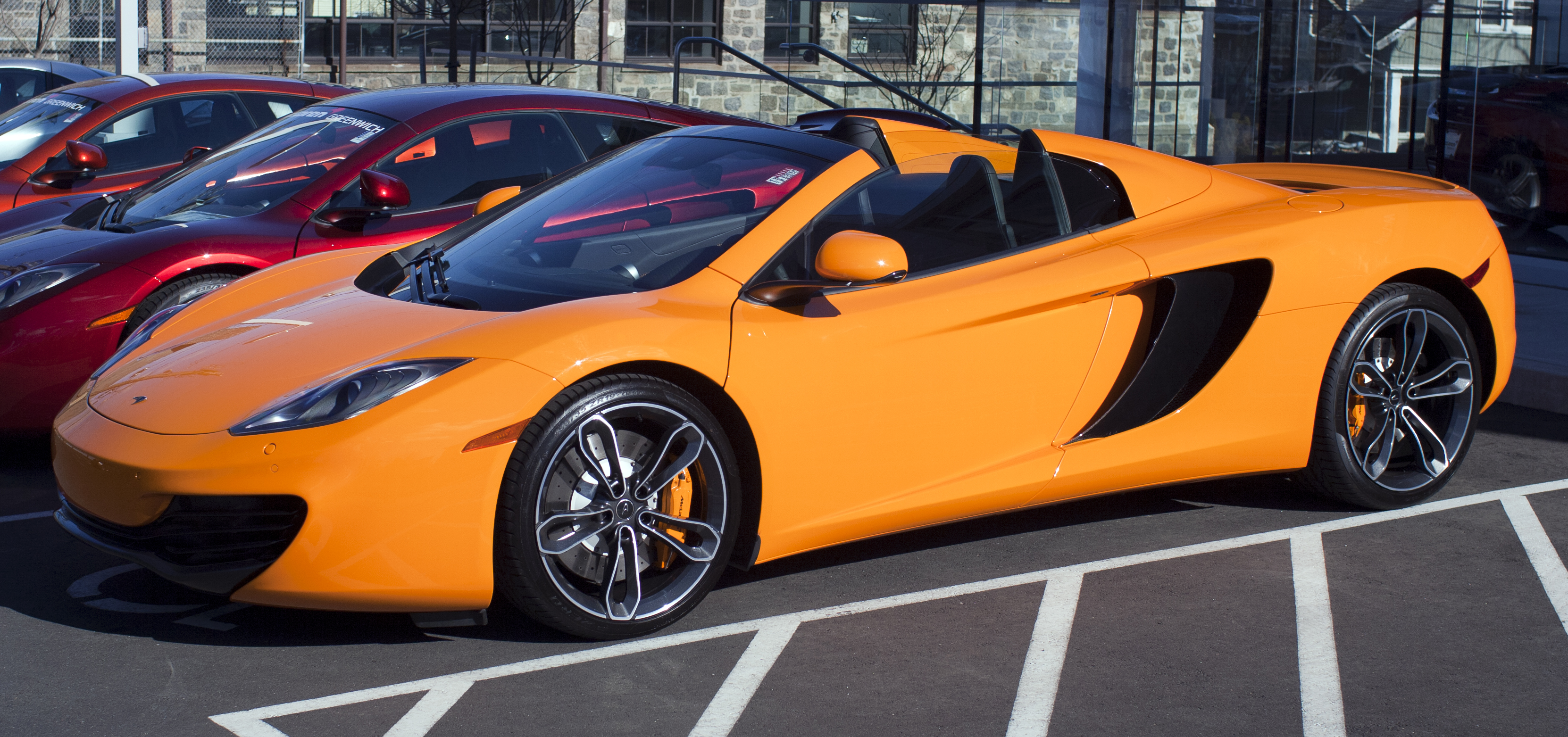
McLaren MP4-12C Spider

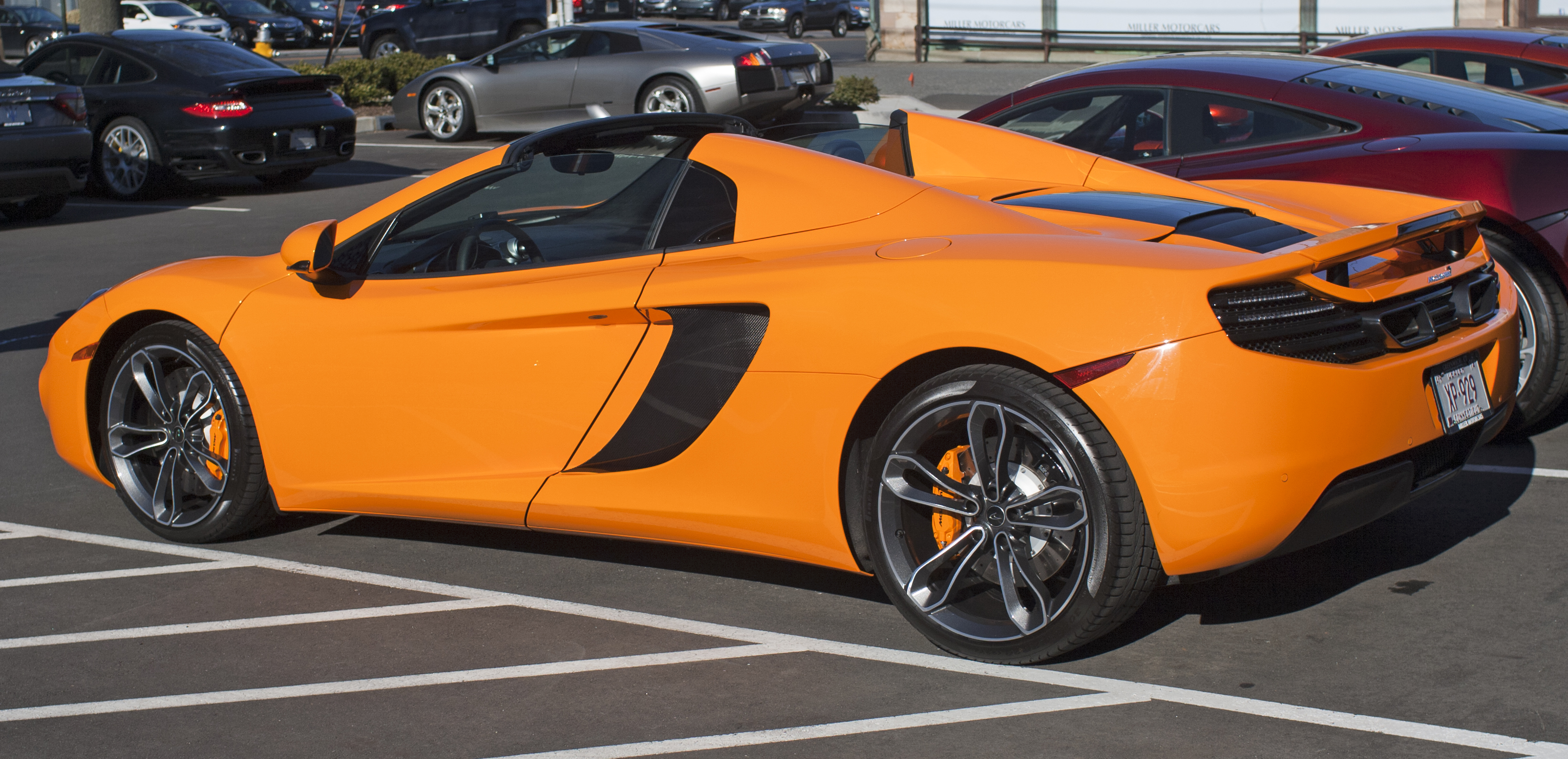
McLaren MP4-12C Spider – tył

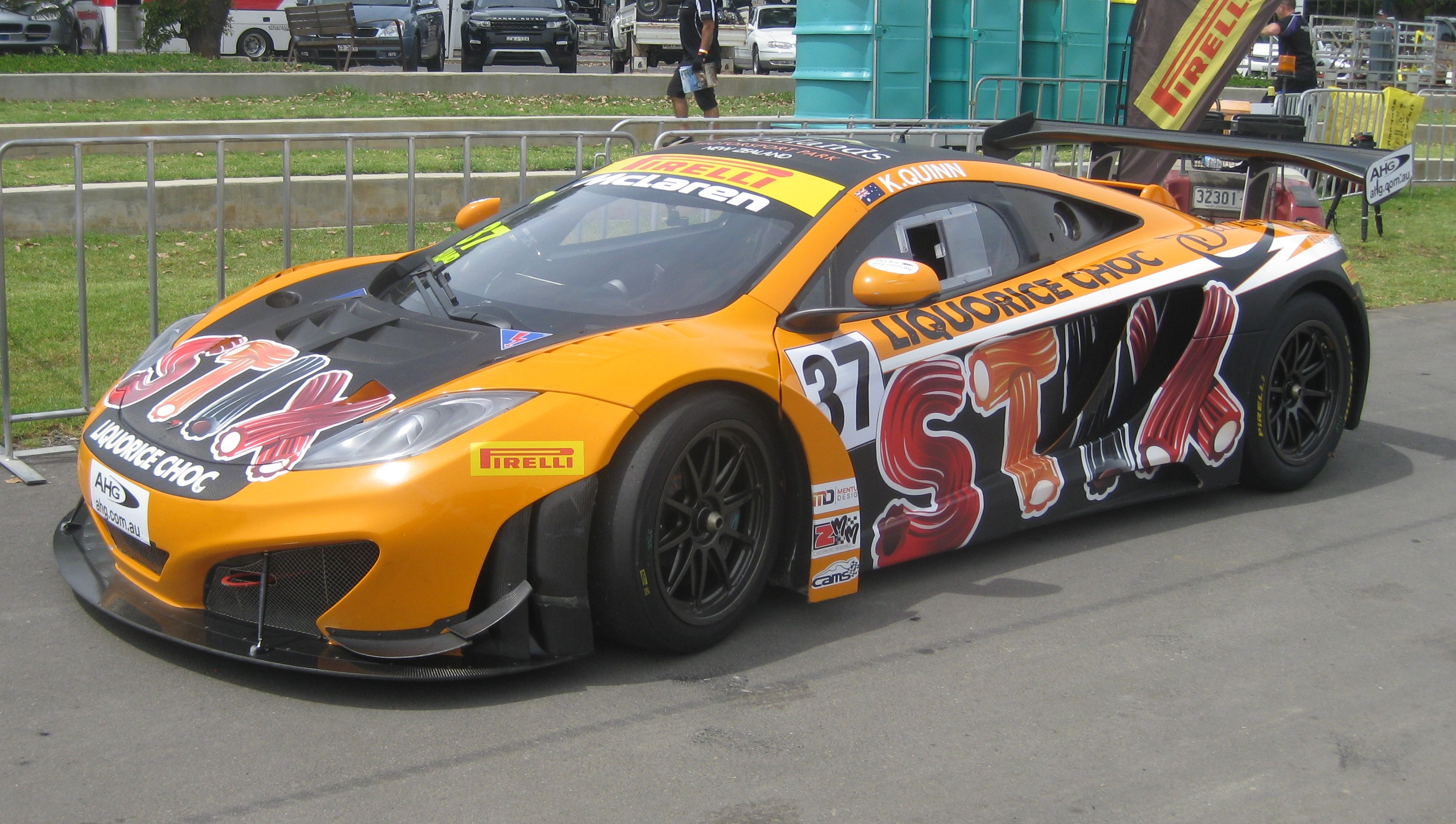
McLaren MP4-12C GT3

Samochód został zaprezentowany po raz pierwszy we wrześniu 2009 roku, inaugurując powrót na rynek przedsiębiorstwa McLaren po zawieszeniu trwającym od zakończenia produkcji modelu F1 w 1998 roku.
MP4-12C miał napęd na tylną oś i centralnie umiejscowiony silnik V8 z podwójnym doładowaniem o pojemności 3,8 l i mocy 600 KM. Silnik skonstruowała sama firma McLaren, ponieważ żaden z istniejących silników innych producentów nie spełniał obecnych wymogów żądanych przez konstruktorów.
W połowie 2012 roku oferta nadwoziowa MP4-12C została poszerzona – oprócz 2-drzwiowego coupe do sprzedaży trafił także model Spider ze składanym, miękkim dachem. W tym samym czasie zdecydowano się zmienić nazwę, skracając ją po prostu do McLaren 12C.
W 2013 roku, z okazji swojego 50-lecia producent stworzył między innymi specjalne edycje modelu MP4-12C zarówno w wersji Spider, jak i z twardym dachem. W lutym 2014 roku zaprezentowano następcę, model 650S. W kwietniu 2014 producent zakończył produkcję modelu MP4-12C.

### Dane techniczne
- V8 3,8 l (3799 cc), 4 zawory na cylinder, DOHC, Twin-Turbo
- Układ zasilania: wtrysk
- Średnica cylindra × skok tłoka: 93.00 mm × 69.90 mm
- Stopień sprężania: 9,0:1
- Moc maksymalna: 600 KM (441 kW) przy 7000 obr./min
- Maksymalny moment obrotowy: 600 N•m przy 3000-6500 obr./min
- Maksymalna prędkość obrotowa silnika: 8500 obr./min
- Przyspieszenie 0-100 km/h: 3.3 s
- Czas przejazdu pierwszych 400 m: 11,0 s
- Prędkość maksymalna: 331 km/h